# Rybníky pod Hvozdnicí
Rybníky pod Hvozdnicí nazývané Horní Benešák a Dolní Benešák jsou soustavou dvou malých rybníčků o rozloze vodní plochy 0,22 ha (Horní) a 0,59 ha (Dolní) nalézající se na západním okraji obce Hvozdnice v okrese Hradec Králové. Rybníčky jsou přístupné po polní cestě odbočující ze silnice III. třídy č. 32331. Rybníčky jsou využívány pro chov ryb.

## Galerie

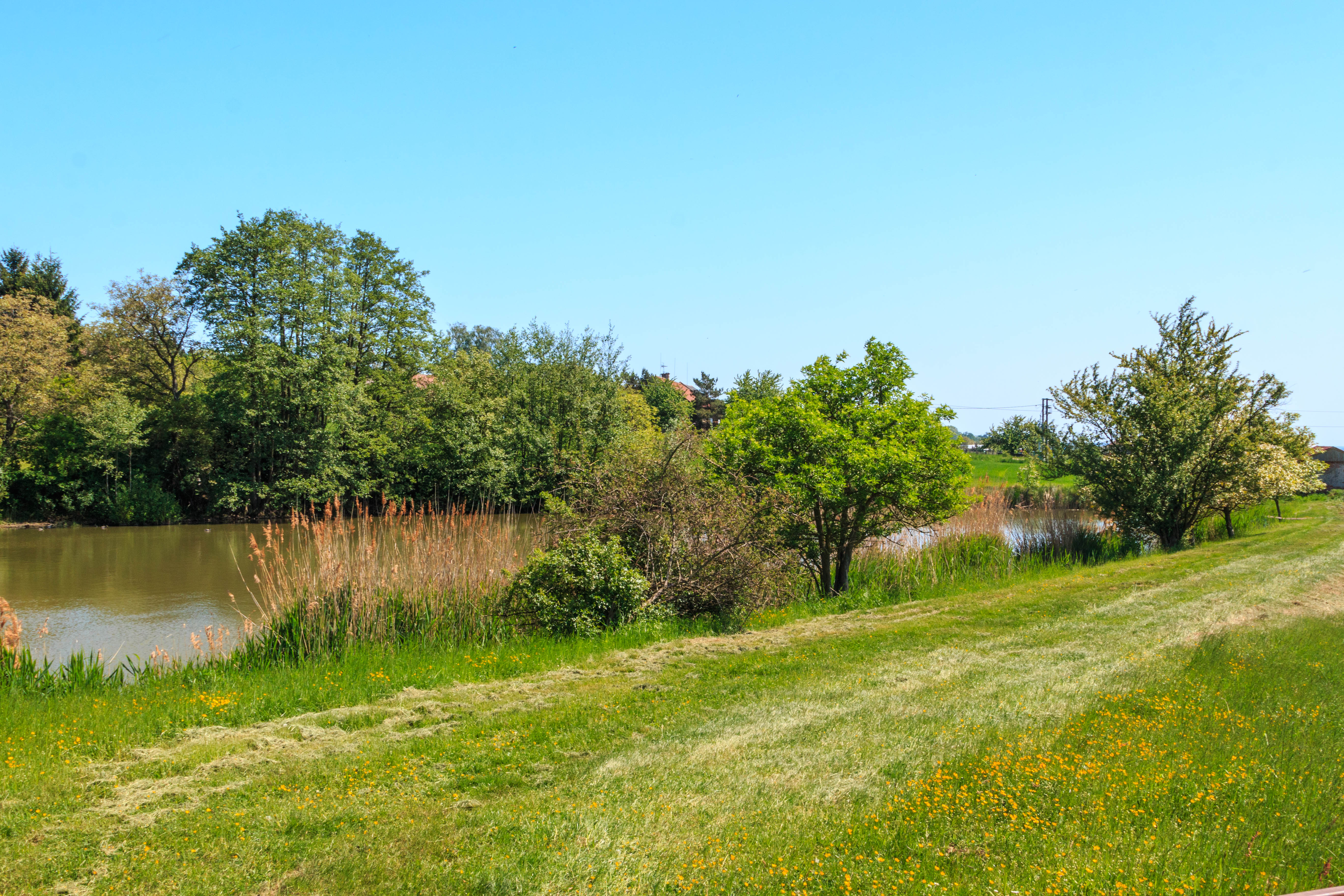
pohled na rybník Dolní Benešák
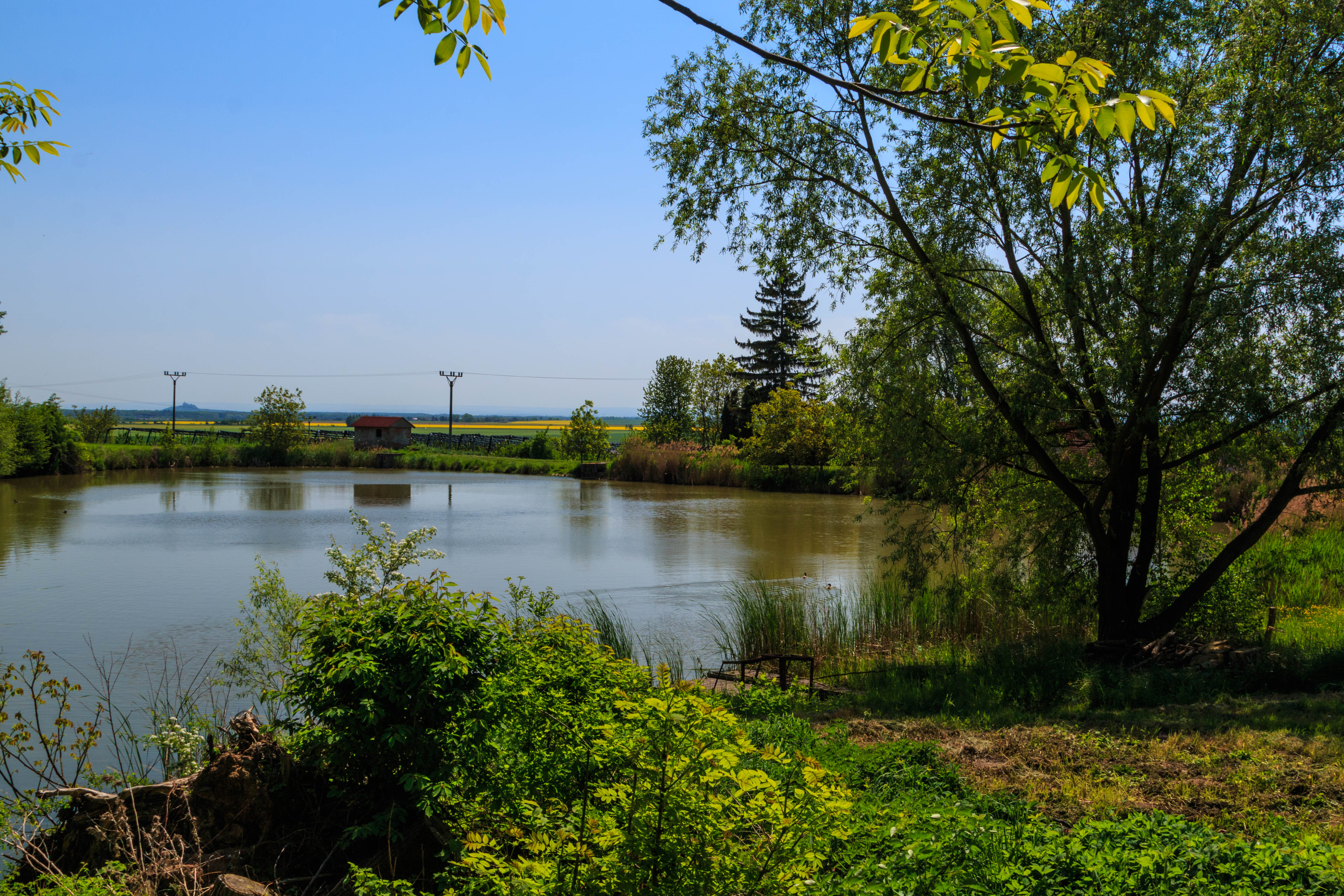
pohled na rybník Dolní Benešák
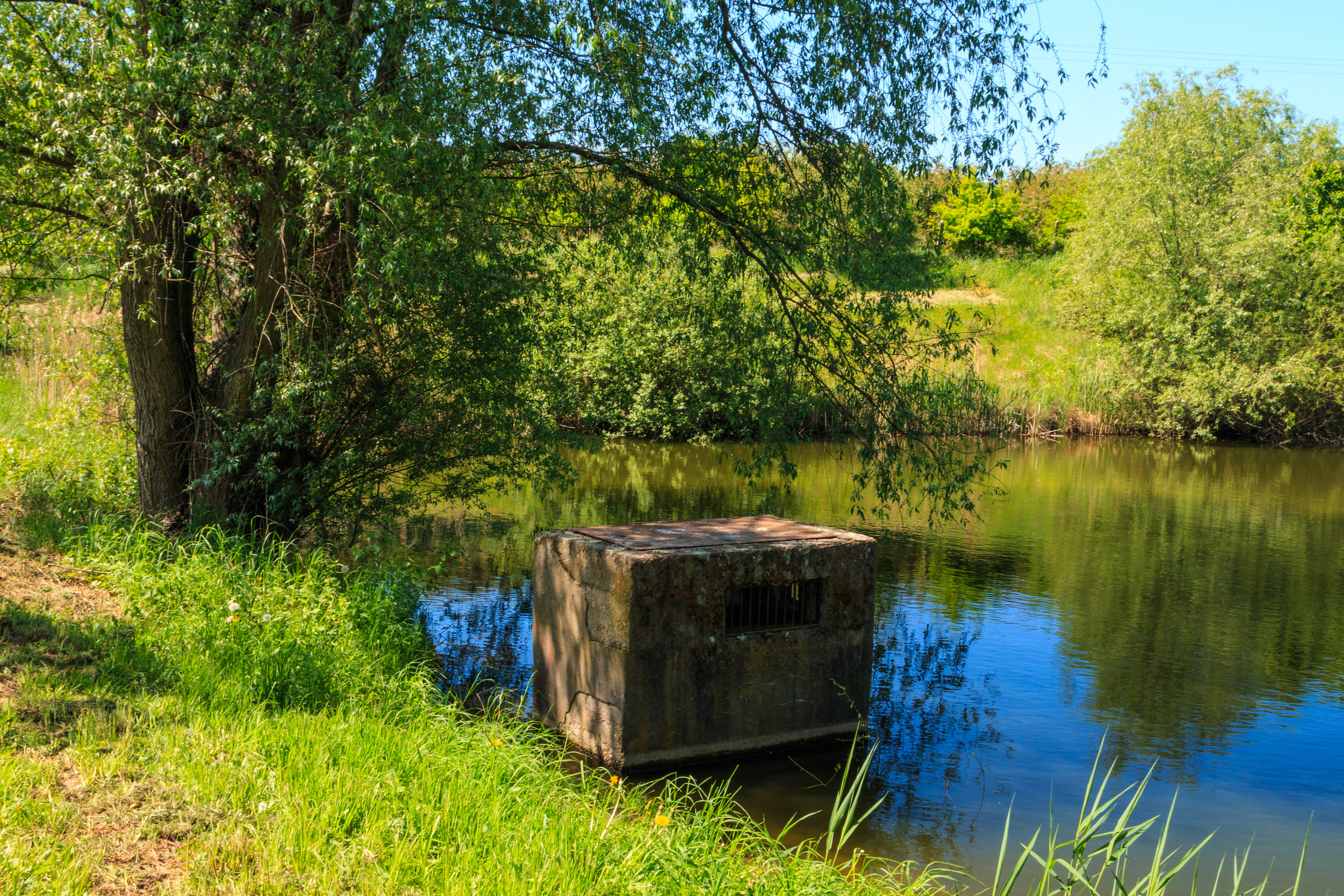
pohled na rybník Horní Benešák
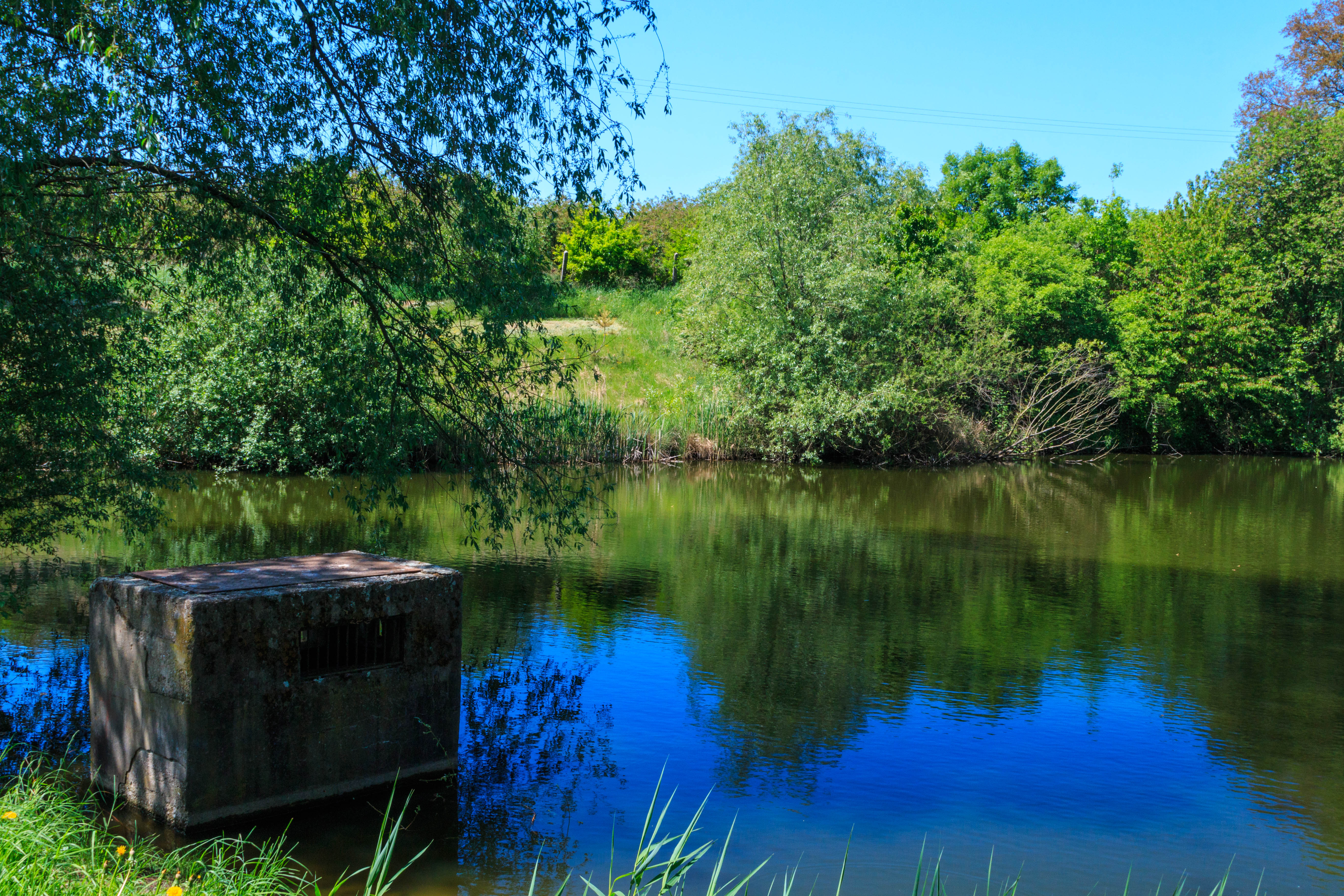
pohled na rybník Horní Benešák